# Christiaan Posthumus Meyjes jr.

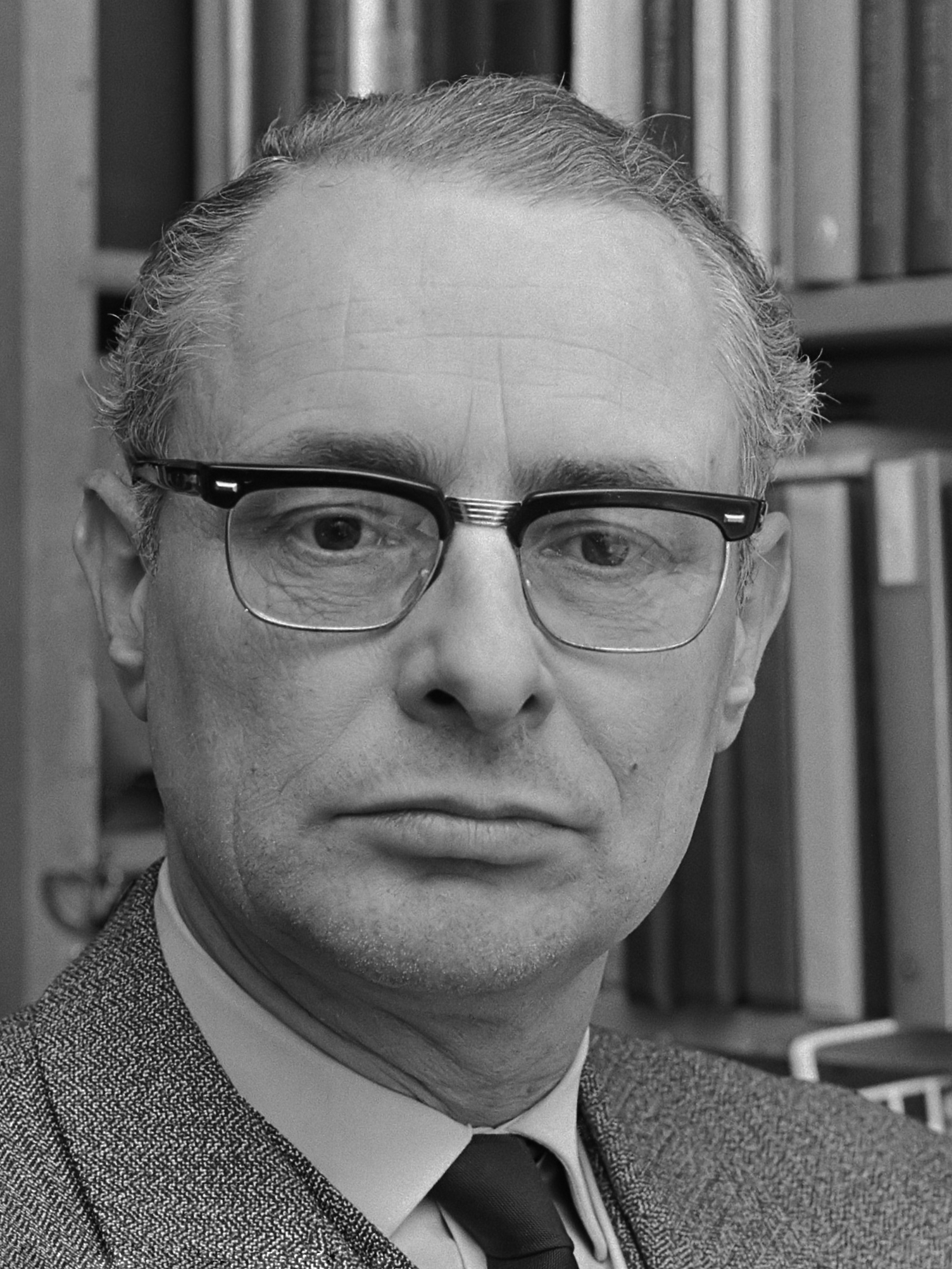
Christiaan B. Posthumus Meyjes (1970).

Christiaan Bernard Posthumus Meyjes jr. (Amsterdam, 9 mei 1893 - Aerdenhout, 28 november 1975) was een Nederlands architect.

## Leven en werk
Zijn vader C.B. Posthumus Meyjes sr. (1858-1922) was eveneens architect, vanaf 1919 werkten zij samen onder de naam 'Bureau Posthumus Meyjes en zoon'. Na de dood van zijn vader ging hij in 1926 de samenwerking aan met architect Jakob van der Linden in architectenbureau Posthumus Meyjes en Van der
Linden. Hij ontwierp vele soorten gebouwen, vooral landhuizen, kantoorgebouwen en ziekenhuizen.
Posthumus Meyjes studeerde aan de Technische Hogeschool te Delft. Hij werkte een jaar op het bureau van architect Karel de Bazel.
Hij was in 1912 betrokken bij de bouw van het Nederlands Hervormde Opvoedingsgesticht voor jongens Valkenheide te Maarsbergen, waar zijn vader bouwmeester was. In 1916 kreeg hij opdracht de buitenplaats Schaep en Burgh te 's-Gravenland te restaureren.
Tot zijn belangrijkste nieuwbouwprojecten behoren de Oosterkerk te Haarlem (1924), het psychiatrisch sanatorium Koningsheide te Arnhem (1936), de uitbreiding van het gebouw van de Kasvereeniging en het gebouw van de Javasche Bank (1938) te Amsterdam, het in 1999 afgebroken koel- en vrieshuis 'Amerika' in het Oostelijk Havengebied van Amsterdam (1949) en het Julianaziekenhuis in Zaandam (1951). In de Vogelbuurt in Amsterdam-Noord heeft hij de Dr. C.P. van Eeghenschool (1923) ontworpen.
Hij was lid van vele commissies, redacties en organen en van de gemeenteraad van Bloemendaal.

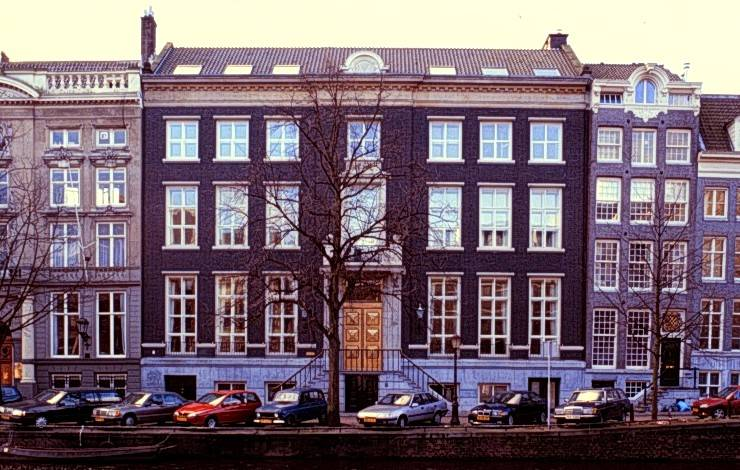
Keizersgracht 666-668, kantoorgebouw De Javasche Bank (1937/39)
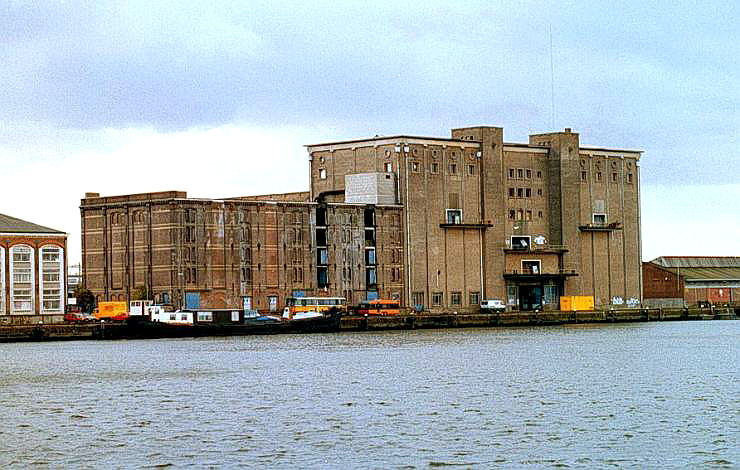
Vrieshuis Amerika aan de Piet Heinkade